# Courage
Courage – dwunasty angielskojęzyczny album kanadyjskiej piosenkarki Céline Dion. Został wydany 15 listopada 2019 roku przez wytwórnię płytową Columbia Records. Artystka przy tworzeniu materiału na nowy album współpracowała między innymi z Sią, Davidem Guettą, Gregiem Kurstinem, Samem Smithem, StarGate, Jimmy Napes, Lauv oraz piosenkarką LP. 
W czerwcu 2019 roku Dion zakończyła swoją rezydencję w Las Vegas i wydała utwór „Flying on My Own” jako prezent dla swoich fanów. We wrześniu 2019 roku wyruszyła w trasę koncertową Courage World Tour i zaprezentowała trzy nowe piosenki: „Imperfections”, „Lying Down” i „Courage”. Album, który zawiera szesnaście piosenek i cztery dodatkowe utwory w edycji deluxe, otrzymał ogólnie pozytywne recenzje od krytyków muzycznych.

## Lista utworów
| Nr  | Tytuł utworu                | Autorzy | Produkcja                     | Długość |
| --- | --------------------------- | --- | ----------------------------- | ------- |
| 1.  | „Flying on My Own”          | Jörgen Elofsson, Liz Rodrigues, Anton "Hybrid" Mårtensson                                                     | Elofsson, Hybrid, Ugly Babies | 3:32    |
| 2.  | „Lovers Never Die”          | Johan Carlsson, Ross Golan, Dan Wilson                                                                        | Carlsson, Wilson              | 2:51    |
| 3.  | „Falling in Love Again”     | Skylar Grey, Elliott Taylor                                                                                   | John Doelp, Denis Savage      | 3:51    |
| 4.  | „Lying Down”                | David Guetta, Giorgio Tuinfort, Sia Furler                                                                    | Guetta, Tuinfort              | 3:58    |
| 5.  | „Courage”                   | Erik Alcock, Rodrigues, Stephan Moccio                                                                        | Moccio                        | 4:14    |
| 6.  | „Imperfections”             | Ari Leff, Michael Pollack, Dallas Koehlke, Nicholas Perloff-Giles                                             | DallasK                       | 3:59    |
| 7.  | „Change My Mind”            | Björn Yttling, LP, Jon Levine                                                                                 | Levine                        | 3:01    |
| 8.  | „Say Yes”                   | Elofsson, Rodrigues                                                                                           | Elofsson                      | 3:31    |
| 9.  | „Nobody's Watching”         | Elofsson, Rodrigues                                                                                           | Elofsson, Hybrid              | 3:12    |
| 10. | „The Chase”                 | Jessica Mitchell, Rodrigues, Craig McConnell                                                                  | McConnell                     | 3:49    |
| 11. | „For the Lover That I Lost” | Eriksen, Tor Erik Hermansen, James Napier                                                                     | StarGate, Jimmy Napes         | 2:59    |
| 12. | „Baby”                      | Furler, Maureen McDonald, Greg Kurstin                                                                        | Kurstin                       | 3:34    |
| 13. | „I Will Be Stronger”        | Eg White | White                         | 3:27    |
| 14. | „How Did You Get Here”      | Nikki Grier, The Stereotypes, 9AM, Alcock, Rodrigues, Khalil Abdul-Rahman Hazzard, Calum Armand Maurice Brock | 9AM, The Stereotypes          | 4:21    |
| 15. | „Look at Us Now”            | Steph Jones, Andrew Wells, Brandon Treyshun Campbell                                                          | Wells                         | 3:18    |
| 16. | „Perfect Goodbye”           | Max Wolfgang, Freddy Wexler, Corey Sanders                                                                    | Wolfgang                      | 3:28    |
|     |                             | |                               | 57:05   |

| Edycja deluxe | Edycja deluxe    | Edycja deluxe                                | Edycja deluxe | Edycja deluxe |
| Nr            | Tytuł utworu     | Autorzy                                      | Produkcja     | Długość       |
| ------------- | ---------------- | -------------------------------------------- | ------------- | ------------- |
| 1.            | „Best of All”    | Ben Earle, White                             | White         | 3:23          |
| 2.            | „Heart of Glass” | Furler, Kurstin                              | Kurstin       | 3:31          |
| 3.            | „Boundaries”     | Moccio, Maty Noyes                           | Moccio        | 3:22          |
| 4.            | „The Hard Way”   | Jessica Karpov, Whitney Phillips, Greg Wells | G. Wells      | 3:24          |

| Japońska edycja specjalna | Japońska edycja specjalna | Japońska edycja specjalna | Japońska edycja specjalna | Japońska edycja specjalna |
| Nr                        | Tytuł utworu              | Autorzy                   | Produkcja                 | Długość                   |
| ------------------------- | ------------------------- | ------------------------- | ------------------------- | ------------------------- |
| 1.                        | „Soul”                    | Tina Parol, Jason Wade    | The Elev3n                | 3:14                      |

## Notowania i certyfikaty
| Lista przebojów (2019)              | Najwyższa pozycja |
| ----------------------------------- | ----------------- |
| Australia (ARIA Charts)             | 2                 |
| Austria (Ö3 Austria Top 40)         | 4                 |
| Belgia (Ultratop Flandria)          | 3                 |
| Belgia (Ultratop Walonia)           | 1                 |
| Chorwacja (HDU)                     | 4                 |
| Czechy (ČNS IFPI)                   | 11                |
| Dania (Album Top-40)                | 23                |
| Finlandia (Suomen virallinen lista) | 13                |
| Francja (SNEP)                      | 2                 |
| Hiszpania (PROMUSICAE)              | 11                |
| Holandia (MegaCharts)               | 10                |
| Irlandia (IRMA)                     | 5                 |
| Japonia (Oricon)                    | 49                |
| Kanada (Billboard Canadian Albums)  | 1                 |
| Niemcy (Media Control Charts)       | 4                 |
| Norwegia (VG-list)                  | 16                |
| Nowa Zelandia (Recorded Music NZ)   | 5                 |
| Polska (OLiS)                       | 6                 |
| Portugalia (AFP)                    | 5                 |
| Słowacja (ČNS IFPI)                 | 53                |
| Stany Zjednoczone (Billboard 200)   | 1                 |
| Szwajcaria (Alben Top 100)          | 1                 |
| Szwecja (Sverigetopplistan)         | 30                |
| Węgry (MAHASZ)                      | 11                |
| Wielka Brytania (OCC)               | 2                 |
| Włochy (FIMI)                       | 10                |

| Kraj                  | Certyfikat    | Sprzedaż |
| --------------------- | ------------- | -------- |
| Francja (SNEP)        | Złota płyta   | 50 000+  |
| Wielka Brytania (BPI) | Srebrna płyta | 60 000+  |